# فیلیپو پروچینی
فیلیپو پروچینی (انگلیسی: Filippo Perucchini؛ زادهٔ ۶ اکتبر ۱۹۹۱) بازیکن فوتبال اهل ایتالیا است.
از باشگاه‌هایی که در آن بازی کرده‌است می‌توان به باشگاه فوتبال آسکولی، باشگاه فوتبال آ.ث. میلان، باشگاه فوتبال لچه، باشگاه فوتبال کومو، و باشگاه فوتبال وارزه اشاره کرد.
وی همچنین در تیم ملی فوتبال زیر ۱۷ سال ایتالیا بازی کرده‌است.